# 名和駅 (愛知県)
名和駅（なわえき）は、愛知県東海市名和町四番割にある名鉄常滑線の駅である。駅番号はTA06。

## 歴史
- 1912年（明治45年）2月18日 - 愛知電気鉄道が開通時に名和村駅として開業。
- 1935年（昭和10年）8月1日 - 名岐鉄道への合併により名古屋鉄道が発足したため、同社の駅となる。
- 1947年（昭和22年）10月1日 - 名和駅に改称。
- 1960年（昭和35年）度 - 貨物営業廃止[1]。
- 1978年（昭和53年）8月27日 - 下り線（太田川方面）高架化[2]。
- 1979年（昭和54年）
  - 4月1日 - 上り線（神宮前方面）高架化[3]。
  - 5月6日 - 新駅舎完成[4]。
- 1994年（平成6年）11月1日 - 駅舎改築[5]。バリアフリー化も行われ、株式会社日立ビルシステム製のエレベーターが設置された。
- 2004年（平成16年）12月3日 - 無人化[6]。トランパス対応化工事竣工。駅集中管理システム導入。
- 2011年（平成23年）2月11日 - ICカード乗車券「manaca」供用開始。
- 2012年（平成24年）2月29日 - トランパス供用終了。
- 2018年（平成30年）3月30日 - ホーム嵩上げ工事完了。

## 駅構造
6両編成対応の相対式2面2線ホームの高架駅で、駅員無配置駅である。駅集中管理システム（管理駅は太田川駅）が導入されている。自動券売機（manaca継続定期券が購入可能なタッチパネル式が1台）、自動改札機、自動精算機、エレベーターを備える。駅前にはロータリーがあり、きれいに整備されているが停車する列車は普通列車のみである。かつては平日のみ名古屋方面の急行が1本特別停車していたが、現在では準急、急行等の優等列車の特別停車は1本もない。2013年（平成25年）11月10日には、名鉄ハイキング「ガスエネルギー館と食肉・花き市場まつり2013コース」で河和・内海行きの特急列車が臨時停車した。また当駅の太田川駅寄りの線路は半径260mで大きくカーブしておりミュースカイは70km/h、それ以外の列車は65km/hの速度制限がかかる。このカーブは以前は60km/hの速度制限であったが、空港線開業に際して曲線改良等が行われ、制限速度がやや引き上げられた。
| 番線 | 路線      | 方向 | 行先                         |
| ---- | --------- | ---- | ---------------------------- |
| 1    | TA 常滑線 | 下り | 中部国際空港・河和・内海方面 |
| 2    | TA 常滑線 | 上り | 金山・名鉄名古屋方面         |

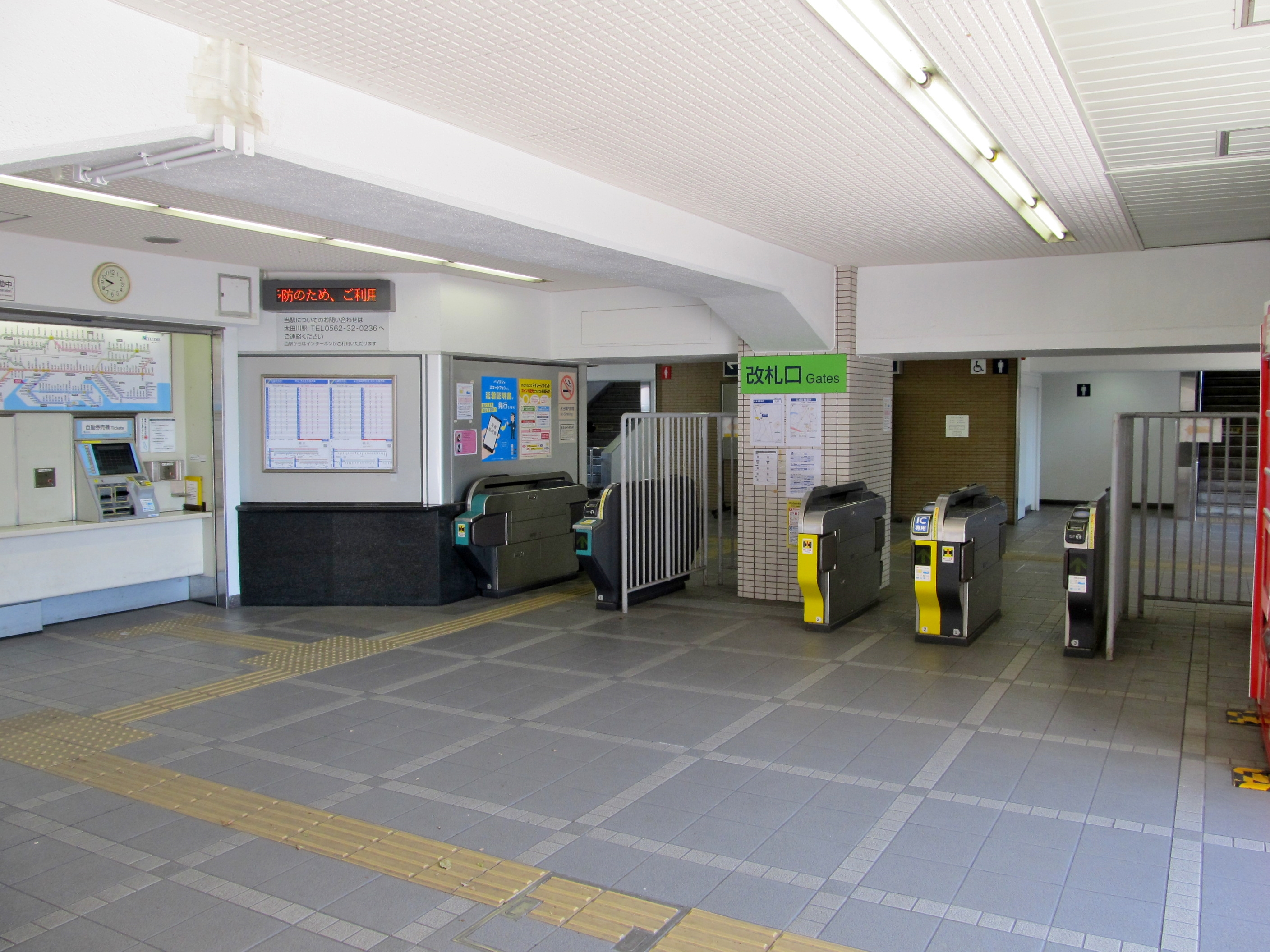
改札口
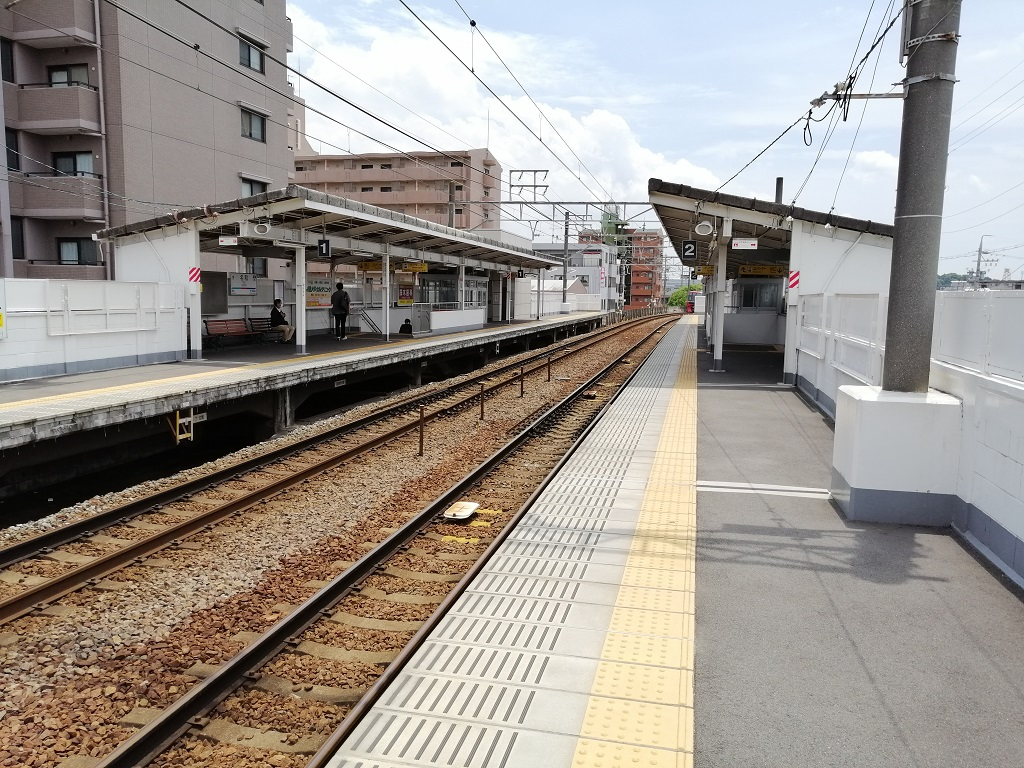
ホーム
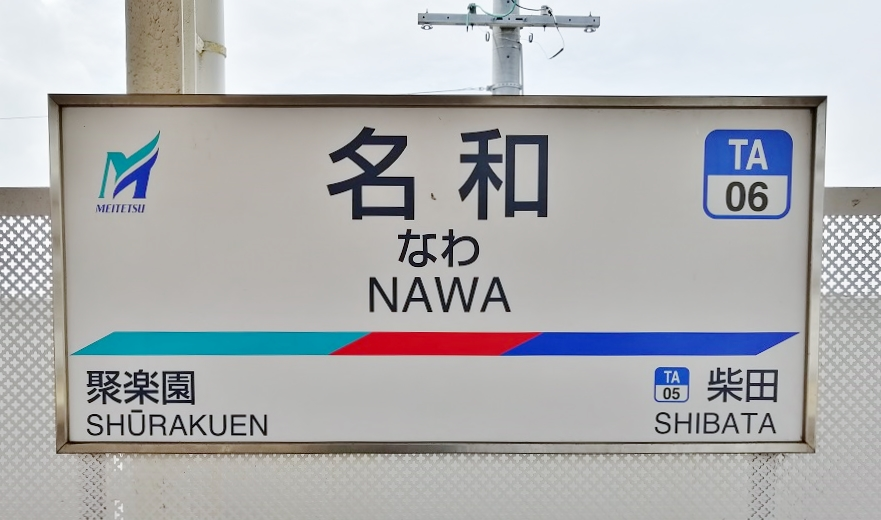
駅名標

### 配線図
| ← 神宮前・ 名古屋方面 | 名和駅 構内配線略図 | → 太田川・ 常滑方面 |
| 凡例 出典:            |                     |                     |

## 利用状況
- 『名鉄120年：近20年のあゆみ』によると2013年度当時の1日平均乗降人員は5,287人であり、この値は名鉄全駅（275駅）中80位、常滑線・空港線・築港線（26駅）中12位であった[11]。
- 『名古屋鉄道百年史』によると1992年度当時の1日平均乗降人員は5,572人であり、この値は岐阜市内線均一運賃区間内各駅（岐阜市内線・田神線・美濃町線徹明町駅 - 琴塚駅間）を除く名鉄全駅（342駅）中78位、常滑線・築港線（24駅）中9位であった[12]。

「東海市の統計」、「移動等円滑化取組報告書」によると、近年の1日平均乗降人員は下表のとおりである。 
| 年度               | 1日平均 乗降人員 |
| ------------------ | ---------------- |
| 2009年（平成21年） | 4,765            |
| 2010年（平成22年） | 4,770            |
| 2011年（平成23年） | 4,875            |
| 2012年（平成24年） | 4,975            |
| 2013年（平成25年） | 5,287            |
| 2014年（平成26年） | 5,247            |
| 2015年（平成27年） | 5,436            |
| 2016年（平成28年） | 5,359            |
| 2017年（平成29年） | 5,515            |
| 2018年（平成30年） | 5,569            |
| 2019年（令和元年） | 5,706            |
| 2020年（令和02年） | 4,714            |

## 駅周辺
- 国道247号（西知多産業道路）
- クラウン自動車学校（2020年6月閉校）
- 名和プラザホテル

## 路線バス
- 東海市循環バス（らんらんバス）
  - 北ルート

過去には名鉄バス(当時の名古屋鉄道)が鳴海駅、瀬戸駅前を経由して瀬戸公園へ至る路線や、名鉄バスセンターや知多半田駅、犬山遊園駅へ向かう路線を運行していた。

## 隣の駅
名古屋鉄道
TA 常滑線
□ミュースカイ・■特急・□快速急行・■急行・■準急
通過
■普通
柴田駅（TA05） - 名和駅（TA06） - 聚楽園駅（TA07）